# Oberonia beccarii
Oberonia beccarii är en orkidéart som beskrevs av Achille Eugène Finet. Oberonia beccarii ingår i släktet Oberonia och familjen orkidéer. Inga underarter finns listade i Catalogue of Life.